# Celtnieksstadion
Het Celtnieksstadion is een multifunctioneel stadion in Daugavpils, een plaats in Letland. 
Het stadion wordt vooral gebruikt voor voetbalwedstrijden, de voetbalclub FK Daugava Daugavpils maakt gebruik van dit stadion. In het stadion is plaats voor 4.070 toeschouwers. Het stadion werd geopend in 1980 en gerenoveerd in 1989.